# Thierseifen
Thierseifen ist eine Ortschaft in der Stadt Waldbröl im Oberbergischen Kreis im südlichen Nordrhein-Westfalen (Deutschland) innerhalb des Regierungsbezirks Köln.

## Lage und Beschreibung
Der Ort liegt ca. 4,6 km nördlich vom Stadtzentrum entfernt. In Thierseifen ist der zweite Löschzug der Feuerwehr Waldbröl stationiert. Die Ortschaften Grünenbach, Rölefeld, Dickhausen, Bröl, Wilkenroth, Hermesdorf, Bettingen und Geinigen gehören zum Löschbezirk der Einheit.

## Geschichte

### Erstnennung
1526  wurde der Ort das erste Mal von Johann des Halffs Son von Dyrsyffen urkundlich erwähnt.
Schreibweise der Erstnennung: Dyrsyffen

### Wander- und Radwege
Der Wanderweg A8 führt durch Thierseifen, von Niederhof kommend.

## Bus- und Bahnverbindungen

### Linienbus
Haltestelle: Thierseifen
- 311 Waldbröl, Nümbrecht  (OVAG)
- 312 Waldbröl, Ründeroth Bf.  (OVAG)